# Hydrotaea taiwanensis
Hydrotaea taiwanensis este o specie de muște din genul Hydrotaea, familia Muscidae, descrisă de Shinonaga și Tadao Kano în anul 1987.
Este endemică în Taiwan. Conform Catalogue of Life specia Hydrotaea taiwanensis nu are subspecii cunoscute.